# Водонапорная башня (Галерная гавань)
Водонапорная башня у Галерной гавани — памятник промышленной архитектуры Санкт-Петербурга XIX века. Находится в Василеостровском районе, адрес — Шкиперский проток, дом № 25.
Была построена в 1894 году по проекту инженеров Куториха и Яковлева. До 1995 года работала и использовалась по прямому назначению.
Включена в Перечень объектов исторического и культурного наследия федерального (общероссийского) значения, находящихся в Санкт-Петербурге, утвержденный постановлением Правительства Российской Федерации № 527 от 10.07.2001.

## Архитектура
В плане башня являет собой прямоугольник со скошенными углами. Бо́льшая часть её сложена из красного кирпича. Верхний этаж выполнен в виде деревянного сруба, отделанного досками.